# 甘泉香港航空
甘泉香港航空（英語：Oasis Hong Kong Airlines，簡稱：甘泉航空，全稱：甘泉香港航空有限公司）是香港一家長途航空公司，並以低價機票作招徠，經營模式與廉價航空公司相似。該公司於2005年2月成立，2006年10月26日首航，並已經於2008年4月9日自動清盤、結業。甘泉航空以香港國際機場為基地。排除已經結束經營的舊香港航空，甘泉航空是香港第五所提供民航服務的航空公司。

## 歷史

### 創辦
甘泉香港航空於2005年2月成立，投入資金為1億美元，其後一直進行籌備啟航的事宜。2006年9月4日起，該公司開始正式接受預訂機票，而該公司首架波音747-400航機亦於9月19日抵達香港國際機場。而該公司於10月26日正式開辦來往香港及倫敦的長途客運航班，最初為每星期4班，及後隨著另一飛機於同年11月抵達香港，班次被增至每日對開一班。甘泉香港航空在2007年2月7日向美國運輸部申請開辦香港直飛加州奧克蘭的服務，暫計劃2007年6月1日起每星期4班，7月1日起增至每日對開一班。甘泉同時申請了香港直飛芝加哥航線，但沒有指定啟航日期。另一篇報道中，甘泉行政總裁苗禮士則指新的奧克蘭航班因為航程較遠，票價會比倫敦航班稍貴。2007年6月28日，甘泉香港航空正式開辦來往香港及溫哥華的客運航班。
公司創立人為李卓民牧師及李黃慧恂師母，首席行政總裁為苗禮士。苗禮士是港龍航空（國泰港龍航空前身）的創辦人之一，也是港龍首位行政總裁。
由2007年2月28日，位於香港國際機場作辦理登記手續的櫃台遷往二號客運大樓P行段。

### 首航
2006年10月25日，甘泉航空首航倫敦（航班編號O8 700），但因俄羅斯突然取消甘泉航空的當地領空進入許可權，10月25日由香港前往倫敦格域的甘泉航空700號航班被迫取消，改為10月26日下午1時起飛，公司共向200多名乘客作出賠償。
於10月25日，航空公司指出會於10月26日中午1時05分，再次起飛，但途中經過印度領空。但由於在10月26日凌晨，甘泉成功向有關當局申請進入當地領空的臨時許可權，所以於10月26日所起飛的首航班次，會依原定航線飛行。但其後的航班仍須途經土耳其、中東及印度領空，令飛行時間增加1小時至2小時10分鐘不等。甘泉已於11月2日就航道更改修正航班時間，以減低對旅客造成的不便。在11月28日，甘泉航空取得俄羅斯領空進入許可權，有關問題終被解決。但此次首航出師不利卻影響了不少人的信心。

### 其後發展
2006年11月，甘泉第二架波音747-400客機投入服務；主席李卓民曾揚言希望5年內增至25架飛機，計劃上市前集資。
2007年4月，一班由香港飛往倫敦的航機疑因機輪輪胎漏氣緊急維修，延遲16小時，280名乘客呆坐機艙5小時缺水缺糧。
2007年6月，開辦來往香港至溫哥華的新航線，以經濟艙單程票價最平$1,990港元搶客。
2007年8月，獲Skytrax選為亞洲區「最佳廉價航空公司」之一。
2007年10月，引入惠理基金成為策略股東，為上市作準備。
2007年12月，獲選「全球最佳新晉航空公司」。
2008年3月，傳出周轉不靈，面臨結業，甘泉強調業務如常，更聲稱正籌備前往英國曼徹斯特(經德國)及澳洲的新航線。

### 臨時清盤及停業
2008年4月9日，香港《經濟日報》率先報導，甘泉航空將於日內宣布因長期虧損停業，並指公司在兩年已累積虧損逾10億港元。同日下午2點甘泉航空在位於東涌東薈城的總部召開記者會，甘泉航空首席行政總裁苗禮士證實該消息，宣佈早上已向香港法院申請委任臨時清盤人，法院委任畢馬威的杜艾迪（Edward Middleton）及侯柏特（Patrick Cowley）為甘泉航空的臨時清盤人，並由當天下午二時起接管甘泉航空。即日開始停飛所有航線，最後抵港的航班，編號O8 901，在當日10時15分從溫哥華起飛，下午3時09分飛抵香港，而另外他亦指公司正在尋求投資者購買甘泉航空公司擁有權。公司兩位創立人沒有出席記者會，但發表了公開信，列出四大令甘泉結業的原因：
1. 成立原打算透過租賃飛機經營，但由於早期申請航權出現阻礙，結果錯失租賃良機，被迫採用斥巨資購買飛機的營運模式；
2. 油價暴升──公司成立時，國際油價每桶50多美元；啟航時油價貼近60美元；2008年初油價突破100美元大關。但公司無法借取足夠貸款，只能為把小部分燃油成本對沖；
3. 在激烈惡性競爭下，公司無法在香港聘得足夠員工，只能聘請國外員工；
4. 未能及時物色到新投資者入股。

甘泉航空尋求其他航空公司協助，為大約3萬名已購票的旅客提供機位。其他公司來往溫哥華的機位相對充裕，但當時正值復活節假期完結，新學期即將開始，大批留學生須返回英國和加拿大上課。國泰航空、英國航空、澳洲航空、中華航空和加拿大航空都推出特惠機票供持有甘泉機票的乘客購買。另外國泰在4月11日和13日加開往倫敦的特別航班，並預留部份座位予趕返英國上課的學生。
2008年4月18日，臨時清盤人宣布由於沒有投資者接洽，導致營運資金缺乏，當日解僱大約700名員工，會聘請其中少部份員工協助清盤工作，甘泉香港航空正式倒閉。
同年6月6日，空運牌照局通知甘泉航空，由於甘泉航空經已進入清盤程序，該公司獲牌照局發給的13個空運牌照已經失效。6月11日，高等法院頒令甘泉航空清盤。6月23日，民航處鑑於甘泉航空已進行清盤及再無足夠的能力和資源，以繼續營運安全的航空服務，撤銷甘泉香港航空所持有的航空運輸企業經營許可證。

## 服務

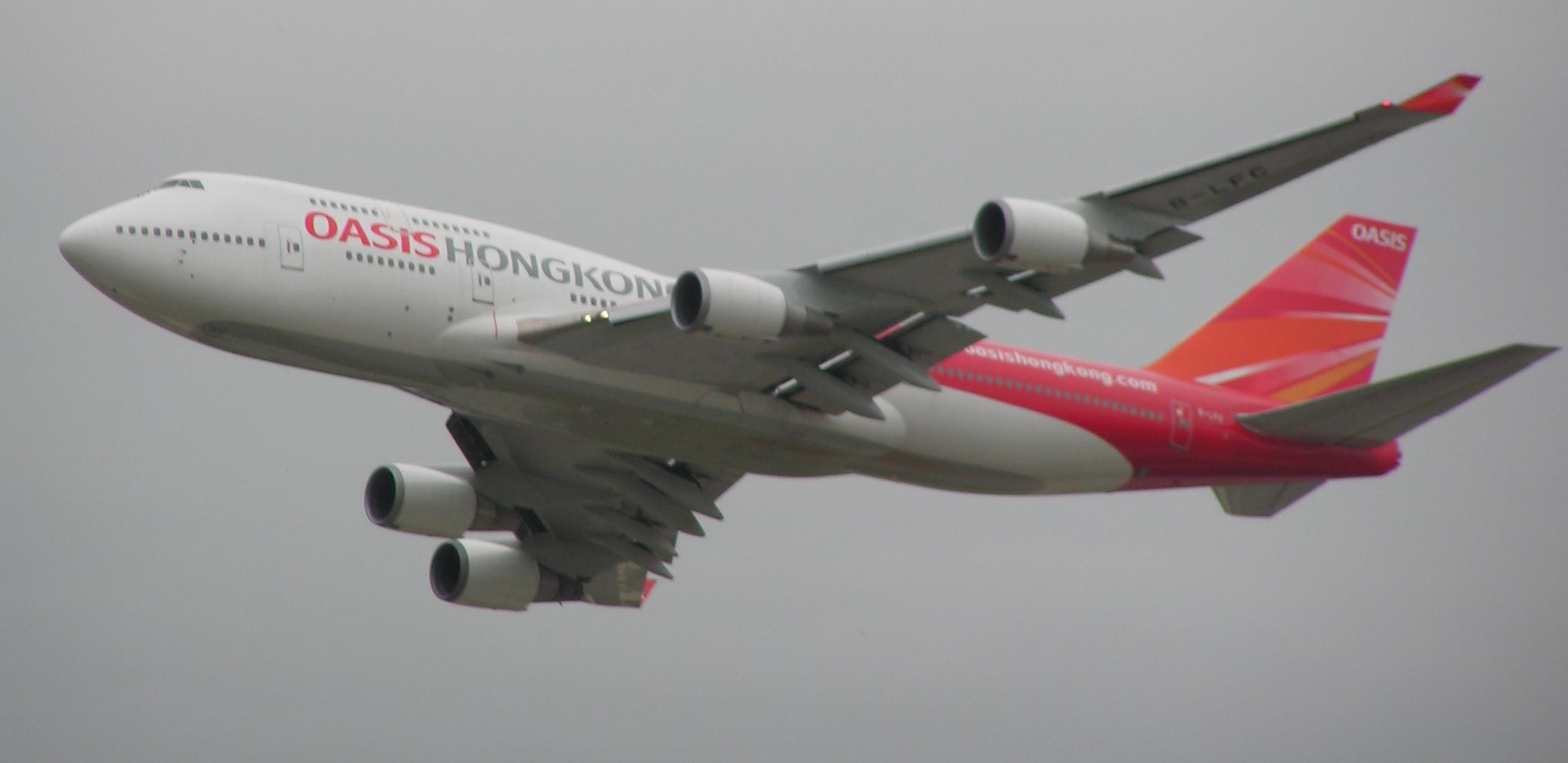
甘泉航空747-400客機

甘泉香港航空成立初期以低廉機票為最大賣點，聲稱比其他正規航空公司便宜三至五成。以來往香港及倫敦的航班為例，於首年內最少一成的經濟客位單程僅收「熱賣價格」港幣1,000元（不含稅及附加費等）；商務客位單程則收費港幣6,600元起（不含稅及附加費）。這些機票不可更改航班及退票，而大部分機票則以較貴但較靈活的其他票種售出。儘管這是業界普及的訂價策略，但仍引起部分人評論該公司的低廉機票只為宣傳。所有價格已包括兩份熱餐及機上娛樂。
經濟客位服務包括：
- 23#/30^公斤免費寄艙行李限額
- 免費網上預辦登機手續
- 免費枕頭及毛毯
- 躺椅，前後椅距32吋
- 椅背個人電視提供14條娛樂頻道及12條音樂頻道，以及標準耳筒
- 兩份熱餐，可選西餐或亞洲菜（中菜）
- 免費供應茶、咖啡、汽水和清水
- 可選購小食或酒精飲料
- 可選購個人用品套裝或靜音耳機

商務客位服務包括：
- 30#/60^公斤免費寄艙行李限額
- 專用登機櫃位
- 免費網上預辦登機手續
- 免費枕頭及毛毯
- 臥椅，前後椅距50~60吋
- 椅背個人電視提供16條娛樂頻道及12條音樂頻道，以及標準耳筒
- 兩份熱餐，可選西餐或亞洲菜
- 免費供應茶、咖啡、清水、汽水及酒精飲品
- 可選購個人用品套裝及靜音耳機

（註：有#者為倫敦線，有^為溫哥華線）

## 機隊及人員
甘泉香港航空曾最多擁有5架波音747-400客機，2006年初由甘泉香港航空的姊妹公司Oasis Growth & Income Ltd公司購自新加坡航空，再由甘泉香港航空承租。有關做法據甘泉航空主席李卓民稱能改善營運效率及帳目管理，而Oasis Growth & Income Ltd日後也可能從事其他飛機租賃業務。
甘泉香港航空在3月6日落實向全日空購入3架波音747-400客機，2007年——5月及11月先後引進兩架，2008年第一季再引進一架。有報道指甘泉到2008年會再引進三架客機，洽購已接近完成。該公司主席在首航儀式時曾表示計劃在5年內擁有25架客機。
甘泉香港航空機隊由香港飛機工程有限公司及汉莎航空技术公司，負責機身及引擎的工程維修。
機艙內設有81個商務客位，以及278個經濟客位；或71個頭等加商務客位，以及268個經濟客位。
而曾投入服務的四部747客機中，B-LFA及B-LFB於退役後轉售印尼獅子航空，兩機最後於2018年正式結束服務生涯；較幸運的B-LFC及B-LFD閒置兩年後，轉售美國亞特拉斯航空，至今仍作員工及外判包機。
| 註冊編號 | CN           | 機型        | 引擎        | 前編號 | 現編號 | 備註                  |
| -------- | ------------ | ----------- | ----------- | ------ | ------ | --------------------- |
| B-LFA    | 24063/LN736  | 波音747-412 | PW 4056     | TF-AMA | PK-LHF | Original Livery       |
| B-LFB    | 24065/LN761  | 波音747-412 | PW 4056     | TF-AMB | PK-LHG | Original Livery       |
| B-LFC    | 29263/LN1204 | 波音747-481 | CF6-80C2B1F | JA404A | N263SG | 已於17/7/2008離開香港 |
| B-LFD    | 30322/LN1250 | 波音747-481 | CF6-80C2B1F | JA405A | N322SG | 已於17/7/2008離開香港 |
| B-LFE    | 29262/LN1199 | 波音747-481 | CF6-80C2B1F | JA403A | TF-AAC | （未曾交付）          |
| B-LFZ    | 25703/LN1025 | 波音747-4H6 | PW 4056     | 9M-MPG | EC-KXN | （未曾交付）          |

甘泉香港航空清盤前聘用144名機艙服務人員及56名機組人員，當中不乏來自其他本土航空公司的前任員工。機組及地勤人員的制服由香港時裝設計師鄭兆良設計，以啡黃、橙及紅色為主調，呼應企業形象主色。

## 航線
停航前航線（2007年12月4日）
| 航點            | 機場           | 客運 | 貨運 | 備註                                 |
| --------------- | -------------- | ---- | ---- | ------------------------------------ |
| 香港            | 香港國際機場   |      |      | 公司基地                             |
| 英國 - 倫敦     | 格域國際機場   |      |      | 歐洲廉價航空公司易捷航空的主要基地   |
| 加拿大 - 溫哥華 | 溫哥華國際機場 |      |      | 加拿大廉價航空公司西捷航空的重點城市 |

## 榮譽
- 2007年環球廉價航空高峰會－最佳新航線、最佳商務客艙（2007年）[29]
- Skytrax－亞洲最佳廉價航空公司第三名（2007年）[30]
- 第十四屆世界旅遊業年獎－全球最佳新晉航空公司大獎（2007年）[31]

## 外部連結
- 甘泉香港航空成為香港空運貨站客戶 （页面存档备份，存于） 香港空運貨站